# Mirosław Jędrzejczak
Mirosław Jędrzejczak (ur. 25 grudnia 1937 w Łodzi) – polski działacz partyjny i państwowy, ekonomista oraz dyplomata, podsekretarz stanu w Ministerstwie Przemysłu Chemicznego i Lekkiego (1982–1987).

## Życiorys
Syn Józefa i Heleny. Absolwent Wyższej Szkoły Ekonomicznej w Łodzi (1960). Działał w Związku Młodzieży Polskiej (1950–1956), Zrzeszeniu Studentów Polskich (1955–1960), później w związkach zawodowych (do 1981). Od 1960 pracował w Centrali Importowo-Eksportowej w Łodzi i Wojewódzkiej Hurtowni Wyrobów Przemysłu Chemicznego, następnie był wicedyrektorem w łódzkich Zakładach Przemysłu Bawełnianego im. F. Dzierżyńskiego (1962–1969) i J. Marchlewskiego (1969–1973). Pomiędzy 1973 a 1977 pozostawał wiceszefem Zjednoczenia Przemysłu Bawełnianego w Łodzi.
W 1961 wstąpił do Polskiej Zjednoczonej Partii Robotniczej. W latach 60. był członkiem plenum i sekretarzem ekonomicznym Komitetu Zakładowego PZPR przy Zakładach Przemysłu Bawełnianego im. Feliksa Dzierżyńskiego, później sekretarzem ekonomicznym KZ PZPR przy Ministerstwie Przemysłu Lekkiego. W tym ostatnim pracował od 1977, kierując Departamentem Ekonomicznym i Organizacyjnym. W 1981 został szefem Departamentu Analiz Ekonomicznych i Systemowych w Ministerstwie Przemysłu Chemicznego i Lekkiego. Od kwietnia 1982 do października 1987 był podsekretarzem stanu w tym resorcie. Pod koniec lat 80. radca handlowy ambasady PRL w Hanoi.